# Stigmella abaiella
Stigmella abaiella là một loài bướm đêm thuộc họ Nepticulidae. Loài này có ở Iran.
Sải cánh dài khoảng 3.5 mm.
Ấu trùng ăn Pyrus communis.